# Мозе-Буканеве (Тренто)
Мозе-Буканеве је насеље у Италији у округу Тренто, региону Трентино-Јужни Тирол.
Према процени из 2011. у насељу је живело 9 становника. Насеље се налази на надморској висини од 1191 м.